# Олексій (Мензатюк)
Схиархімандрит Пимен (10 березня 1975 р., с. Підгайчики — 7 травня 2020) — архімандрит, Один із перших постриженців та насельників Києво-Михайлівського Золотоверхого монастиря (10 квітня 1997- 03 жовтня 2001 рр.);
Перший намісник, відродженого ним Свято-Георгіївського чоловічого монастиря на Козацьких Могилах, Рівненська єпархія (02 липня 2002 -11 вересня 2011 рр.);
Намісник Спасо-Преображенського Угорницького чоловічого монастиря, Івано-Франківська єпархія (02 липня 2012 - 22 лютого 2016 рр.);
Штатний священник Спасо-Преображенського кафедрального собору, м. Коломия, Коломийсько-Косівської єпархії (з 18 серпня 2016 р.).

## Біографія
Схиархімандрит Пимен (в миру — Мензатюк Сергій Іванович), народився 10 березня 1975 року в с. Підгайчики, Коломийського р-ну, Івано-Франківської обл. в сім'ї робітників.
У 1982—1992 рр. здобував середню освіту, навчаючись у Підгайчиківській середній школі.
З 1991 по 1994 рр. служив псаломщиком у храмі Благовіщення Пресвятої Богородиці с. Підгайчики.
У 1994 році поступив до другого класу Київської духовної семінарії, яку успішно закінчив у 1997 році.
З 1997 р. продовжував здобувати вищу духовну освіту у Київській духовній академії, яку закінчив у 2002 р., захистивши кандидатську дисертацію на тему: «Святитель Димитрій (Туптало), митрополит Ростовський, як представник Київської школи проповідництва», здобув науковий ступінь кандидата богослів'я.
24 листопада 1996 р., у трапезному храмі св. ап. і єв. Іоана Богослова, Києво-Михайлівського Золотоверхого монастиря, у 26-ту неділю по П'ятидесятниці, з благословення Святійшого Патріарха Київського і всієї Руси-України Філарета, був рукоположений в сан диякона-целібата. Хіротонію звершив ректор Київської духовної академії та семінарії Преосвященнійший єпископ Вишгородський Даниїл (пізніше — митрополит Рівненський і Острозький).
10 квітня 1997 р., з благословення Святійшого Патріарха Філарета, Преосвященнійшим Даниїлом, єпископом Вишгородським, ректором КДА і С., намісником Києво-Михайлівського Золотоверхого монастиря, був пострижений в ченці з іменем Олексій, на честь прп. Олексія, чоловіка Божого.
20 квітня цього ж року, у Вербну Неділю, з благословення Святійшого Патріарха Філарета, за Божественною Літургією у трапезному храмі Михайлівського Золотоверхого монастиря, Преосвященнійшим єпископом Даниїлом був рукоположений у сан пресвітера (ієромонаха).
У 1997—2001 рр. — був насельником Києво-Михайлівського Золотоверхого монастиря.
14 серпня 1997 р. ректором Київської духовної академії і семінарії, Преосвященнійшим єпископом Вишгородським Даниїлом був призначений проповідником академічного храму Святого Апостола і Євангеліста Іоана Богослова, КДА і С.
З вересня по грудень 1997 р., Святійшим Патріархом Філаретом, одночасно, був призначений настоятелем Св.-Покровської парафії с. Будище, Черкаської єпархії УПЦ КП.
На свято Пасхи 1998 р., будучи насельником та ієромонахом Києво-Михайлівського Золотоверхого монастиря, за сумісництвом, був призначений штатним священиком Свято-Успенського Патріаршого кафедрального собору (Пирогоща) у м. Києві, на Подолі, де прослужив до 2001 року.
26 квітня 2000 р. до дня Святої Пасхи, з благословення Святійшого Патріарха Київського і всієї Руси-України Філарета, ним же був нагороджений наперсним хрестом.
26 листопада 2000 р. Святійшим Патріархом Філаретом був призначений уставщиком Михайлівського Золотоверхого монастиря.
3 жовтня 2001 р., за власним бажанням, був почислений за штат Київської єпархії УПЦ КП.
27 листопада цього ж року, — введений в штат Рівненської єпархії та призначений настоятелем Свято-Успенської парафії смт. Клевань-1, Рівненського благочиння.
11 грудня 2001 р. Високопреосвященнійшим архиєпископом Рівненським і Острозьким Даниїлом був призначений благочинним Свято-Андріївського храму Рівненської духовної семінарії, головою місійного відділу Рівненської єпархії, викладачем та помічником інспектора РДС.
Як єпархіальний місіонер, у грудні 2001 —січні 2002 р. примирив ворогуючі сторони та вберіг від переходу в УАПЦ Покровську парафію міста Березне, Рівненскої єпархії.
2 липня 2002 р. архиєпископом Рівненським і Острозьким Даниїлом призначений намісником Свято-Георгіївського чоловічого монастиря с. Пляшева (Козацькі Могили).
Наприкінці 2002 — на поч. 2003 р. утримав від переходу в УПЦ МП парафію св. Іоана Предтечі, с. Великі Жабокрики, Радивилівського благочиння.
З лютого 2003 р. — член редколегії церковно-православної газети Рівненської єпархії УПЦ КП «Духовна нива».
10 квітня 2003 р., у зв'язку із затвердженням Священним Синодом УПЦ Київського Патріархату ієромонаха Олексія (Мензатюка) намісником Свято-Георгіївського чоловічого монастиря в с. Пляшева (Козацькі Могили), його було зведено в сан ігумена з покладанням хреста з прикрасами. Зведення в сан ігумена та покладання хреста з прикрасами, з благословення Святійшого Патріарха Філарета, було звершено у Свято-Георгіївському соборі чоловічого монастиря с. Пляшева (Козацькі Могили) Високопреосвященнійшим архиєпископом Рівненським і Острозьким Даниїлом.
6 квітня 2004 р., у Великий Вівторок, з благословення Святійшого Патріарха Філарета, до дня Світлого Христового Воскресіння намісника Свято-Георгіївського чоловічого монастиря на Козацьких Могилах ігумена Олексія, за сумлінну і ревну службу Церкві Христовій, було зведено в сан архимандрита. Зведення в сан архимандрита та покладання митри звершив Високопреосвященнійший митрополит Рівненський і Острозький Даниїл під час Літургії Ранішеосвячених Дарів у Свято-Воскресенському кафедральному соборі м. Рівного.
У цьому ж, 2004 р. згуртував громади та зареєстрував у державних органах статутні документи релігійних організацій УПЦ КП на парафіях Московського Патріархату у селах Острів та Солонів, Радивилівського району.
13 березня 2005 р., у Сиропусну Неділю, архимандрита Олексія нагороджено Патріаршою грамотою на знак Патріаршого Благословення за щиру працю на користь Святої Церкви Христової та у зв'язку із 30-річчям від Дня народження.
У липні 2006 р., за особистий внесок у становленні Української Помісної Православної Церкви, Святійшим Патріархом Київським і всієї Руси-України Філаретом архимандрит Олексій нагороджений Орденом святого Рівноапостольного великого князя Володимира ІІІ ст.
З 1 вересня 2006 р. завідувач кафедри богослів'я Рівненської духовної семінарії.
20 липня 2008 р. за вагомий внесок у розвиток духовності в Україні, багаторічну плідну церковну діяльність та з нагоди 1020-ліття хрещення Київської Руси архимандрита Олексія президент України нагородив Орденом «За заслуги» ІІІ-го ступеня.
28 листопада 2008 р. Священний Синод УПЦ КП ухвалив рішення і архимандрита Олексія було призначено ректором Рівненської духовної семінарії.
10 березня 2009 р. за заслуги з відродження духовності в Україні та утвердження Помісної Української Православної Церкви, Святійшим Патріархом Філаретом був нагороджений Орденом Святого Юрія Переможця.
27 березня 2010 р. за щиру та ревну працю на благо Святої Української Православної Церкви Київського Патріархату, до дня Святої Пасхи, Його Святістю Патріархом Філаретом, нагороджений архимандритським жезлом (посохом). Вручення жезла звершив Високопреосвященнійший митрополит Рівненський і Острозький Євсевій, за Божественною Літургією у Свято-Георгіївському чоловічому монастирі на Козацьких Могилах.
26 листопада 2010 р. за заслуги з відродження духовності в Україні та утвердження Помісної Української Православної Церкви, Святійшим Патріархом Філаретом був нагороджений Орденом Христа Спасителя.
У зв'язку з тим, що архимандрит Олексій, за станом свого здоров'я, відмовився прийняти сан єпископа та очолити Криворізько-Нікопольську єпархію, Священний Синод УПЦ КП, 27 липня 2011 року благословив звільнити його з посади ректора РДС, а 11 вересня цього ж року,  й з посади намісника монастиря на Козацьких Могилах.
2 червня 2012 р. Високопреосвященнійшим архиєпископом Рівненським і Острозьким Іларіоном відрахований з числа братії Свято-Георгіївського чоловічого монастиря на Козацьких Могилах та почислений за штат Рівненської єпархії, за власним бажанням.
5 червня цього ж року прийнятий у штат Івано-Франківської єпархії УАПЦ та зарахований в число братії Спасо-Преображенського Угорницького чоловічого монастиря.
2 липня 2012 р. призначений намісником цієї ж Угорницької обителі.
14 серпня 2013 р., з нагоди 1025-літнього ювілею хрещення Київської Русі, нагороджений Орденом Святого Рівноапостольного великого князя Володимира УАПЦ.
19 травня 2015 р., з благословення Блаженнійшого митрополита Київського і всієї України Макарія, за ревність у вірі та щиру працю у Христовому Винограднику на користь Святої Української Автокефальної Православної Церкви, нагороджений правом носіння другого Хреста з оздобами. Покладання другого Хреста звершив Високопреосвященнійший митрополит Галицький Андрій, за Божественною Літургію у Спасо-Преображенському Угорницькому монастирі.
22 лютого 2016 р., цим же архиєреєм, звільнений з посади намісника Преображенського Угорницького монастиря, а 29 лютого цього ж року, відрахований з числа братії цієї обителі та виведений за штат Івано-Франківської єпархії УАПЦ.
11 березня 2016 року, виступаючи на зборах духовенства Коломийського та Отинійського деканатів, архимандрит Олексій закликав священників до об'єднання з УПЦ КП, заради єдності Українського суспільства, що стало однією із причин об'єднання 20-ти парафій УАПЦ Коломийського району з УПЦ Київського Патріархату й переходу їх під омофор Преосвященнійшого єпископа Коломийського і Косівського Юліана.
3 травня 2019 року, в п'ятницю Світлої седмиці, з благословення Керуючого Коломийською Єпархією, Преосвященного Єпископа Коломийського і Косівського Юліана, у Храмі Благовіщення Пресвятої Богородиці села Підгайчики, Коломийського благочиння, було здійснено Чин постригу у велику Схиму архімандрита Олексія (Мензатюка). Чин постригу звершив намісник Манявського Хресто-Воздвиженського чоловічого монастиря, ректор Івано-Франківського Богословського інституту, архімандрит Феогност (Бодоряк) (Івано-Франківська Єпархія).

## Нагороди
Державні:
20 липня 2008 року — Державний Орден «За заслуги» ІІІ-го ступеня;
15 березня 2015 року — Грамота Коломийської райдержадміністрації та Коломийської районної ради;
11 березня 2016 року — Медаль Коломийської районної ради «За перемогу у спартакіаді».
Церковні:
26 квітня 2000 року, до дня Святої Пасхи, нагороджений наперсним Хрестом;
10 квітня 2003 року возведений в сан ігумена та нагороджений Хрестом з прикрасами;
6 квітня 2004 року, до дня Світлого Христового Воскресіння возведений в сан архимандрита з покладанням митри;
13 березня 2005 р., нагороджений Патріаршою грамотою на знак Патріаршого Благє6ословення за щиру працю на користь Святої Церкви Христової та у зв'язку із 30-річчям від Дня народження;
У липні 2006 року — Орден святого Рівноапостольного великого князя Володимира ІІІ ступеня;
10 березня 2009-го — Орден Святого великомученика Юрія Переможця;
27 березня 2010 року нагороджений архимандритським жезлом (посохом);
26 листопада 2010 року — Орден Христа Спасителя;
14 серпня 2013 року — Орден Святого Рівноапостольного великого князя Володимира УАПЦ;
19 травня 2015 р. нагороджений правом носіння другого Хреста з оздобами.

## Творча діяльність архимандрита Олексія
Переклади з церковно-слов'янської мови на українську:
Божественна Літургія святителя Іоана Золотоустого (1992 р.);
Акафіст святителю Димитрію, митрополиту Ростовському (1998 р.);
Акафіст Благовіщенню Пресвятої Богородиці (1998 р.);
Житіє преподобної матері Марії Єгипетської (2002 р.);
Чини чернечих постригів у рясофор, мантію та схіму (2008—2009 рр.);
Житіє преподобного Олексія, чоловіка Божого (2009 р.);
Акафіст прп. Іову, ігумену і чудотворцю Почаївському (2010 р.);
Житіє преподобного Іова, ігумена й чудотворця Почаївського (2012 р.);
Житія преподобних Іова (Княгиницького) та Феодосія, ігуменів Угорницьких і Манявських (2015 р.);
Житія святителя Григорія (Палами), архиєпископа Фесалонікійського та прп. Іоана Діствичника (2016 р.);
Житіє святого апостола і євангелиста Марка (2016 р.);
Житія святих жінок-мироносиць, Йосифа Аримафейського та Никодима (2016 р.).
Статті:
«Святий Архистратиг Божий Михаїл — покровитель міста Києва і українського козацтва». 21 листопада 2000 рік;
«Про свято Благовіщення Пресвятої Богородиці». Квітень 2002 року;
«Відродження духовного життя на Козацьких Могилах». Доповідь на міжрегіональній науково-практичній конференції «Козацькі Могили під Берестечком у духовній та національній свідомості Українців». 12 червня 2004 року;
«Ідейний зміст та символічне значення Великої Вечірні». 2005 рік;
«Ідейний зміст та символічне значення Малого Повечір'я». 2005 рік;
«Ідейний зміст та символічне значення Полуношниці». 2005 рік;
«Семінарист XXI століття». Вересень 2007 року;
«До питання канонізації мучеників за Христа Коринфського митрополита Іоасафа та ієродиякона Павла — греків, що загинули в Україні, у битві під Берестечком 1651 року». Травень 2008 рік;
«Про походження древа Хреста Господнього». Вересень 2014 року;
«Життя, труди та болізні святого апостола Фоми». Травень 2016 року.
Друковані видання:
Повнокольоровий 16-сторінковий буклет «Свято-Георгіївський чоловічий монастир на Козацьких Могилах: історія та сьогодення». 2003 рік — 1-ше видання, грудень 2005 року — 2-ге видання;
Ілюстрований історичний нарис «Угорницький монастир — православна святиня Прикарпаття». Липень 2013 року;
У липні 2015 року був редактором, дизайнером, співавтором та видавцем книги ігумена Никона (Гайдая) «Історія Свято-Георгіївського монастиря на Козацьких Могилах»;
Автор та сценарист відеофільму про історію Спасо-Преображенського Угорницького чоловічого монастиря під назвою: «Святиня духу та добра — Новий Фавор».2013 рік;
Автор та сценарист другої частини відеофільму про життя братії Угорницької обителі, під назвою: «Несу себе в жертву, Тобі Господи!» Липень 2015 року;
Автор монографії «Святитель Димитрій (Туптало), митрополит Ростовський, як представник Київської школи проповідництва»